# Ivan Deyanov
Ivan Deyanov (16 de dezembro de 1937) é um ex-futebolista búlgaro que atuava como goleiro.

## Carreira
Ivan Deyanov fez parte do elenco da Seleção Búlgara na Copa do Mundo de 1966. 